# سالی، ادرار
سالی، ادرار (به عربی: سالی) یک شهرداری در الجزایر است که در ناحیه رقان واقع شده‌است. سالی ۱۳٬۱۳۸ نفر جمعیت دارد و ۲۲۰ متر بالاتر از سطح دریا واقع شده‌است.